# Kaparen-klass
Kaparen-klass var en klass av patrullbåtar som tillhörde svenska flottan. Det var en utveckling baserad på erfarenheterna från den ursprungliga Hugin-klassen, då de 8 sist levererade av flottans 16 patrullbåtar modifierades till Kaparen-klass 1992. Klassen hade följande modifieringar jämfört med Hugin-klass:

- Släpsonar (VDS) samt ny skrovfast sonar (HMS), som ersättning för tidigare skrovfast hydrofon.
- Nytt lågfartsmaskineri, då äldre maskineri hade som lägsta fart 7 knop.
- Utökad förläggningskapacitet, bland annat för ubåtsjaktmatroser.
- Bättre boende och sanitetsmiljö.
- 2*16 cyl. dieselmotorer som huvudmaskineri, i stället för äldre 2*20 cyl dieselmotorer från Plejad-klass torpedbåtar.

| Fartyg         | IK-nummer | Levererad år |
| -------------- | --------- | ------------ |
| HMS Kaparen    | P 159     | 1980         |
| HMS Väktaren   | P 160     | 1980         |
| HMS Snapphanen | P 161     | 1981         |
| HMS Spejaren   | P 162     | 1981         |
| HMS Styrbjörn  | P 163     | 1981         |
| HMS Starkodder | P 164     | 1981         |
| HMS Tordön     | P 165     | 1981         |
| HMS Tirfing    | P 166     | 1982         |